# 清乃華玉譽
清乃華玉譽（日语：清乃華 玉誉；1950年11月8日—），原名張禮華，出身日本大阪府大阪市東成區的在日中國人相撲力士。雙親故鄉是中國福建省，現役時代屬花籠部屋。他身高176㎝・體重104㎏，最高位置西十兩5枚目。

## 來歷
他本是日本清風中學器械體操選手，後退學，1968年5月初上土俵，在1973年4月因記念中日建交到中國表演。1978年9月引退。
引退後到北之富士勝昭部屋修業，1979年9月成立自己的部屋。1986年取得日本國籍，改用日式姓名吉田一至。

## 主要成績
- 總成績:成績：281勝255敗2休
- 十兩成績：84勝111敗